# Hôtel des Trois Couronnes
L'hôtel des Trois Couronnes est un hôtel cinq étoiles situé au bord du Léman, dans la ville vaudoise de Vevey, en Suisse.

## Historique
Originellement, le bord du lac où se trouve de nos jours l'hôtel était occupé par un château des « Belles Truches » ou « Belletruches », du nom de la famille qui l'occupait. Ce bâtiment est détruit pour laisser la place à un hôtel construit par Philippe Franel et inauguré le 3 mai 1842 sous le nom d'hôtel des Trois Couronnes, ou hôtel Monnet du nom de son propriétaire, Gabriel Monnet qui possédait déjà une auberge appelée « Trois Couronnes », située à la rue du Simplon. Construit avec un accès direct au lac, le bâtiment perd cet accès en 1863 avec la construction du quai ; il connait plusieurs transformations importantes, en particulier en 1890 lorsque deux annexes sont ajoutées au corps principal : une salle des fêtes à l'ouest et une aile d'habitations à l'est.
Le bâtiment est inscrit comme bien culturel suisse d'importance nationale. Il a été à nouveau entièrement rénové en 2000 et fait partie, depuis 2003, des hôtels historiques de Suisse.
Parmi les nombreuses célébrités ayant séjourné dans l'hôtel, trois têtes couronnées permettent à l'établissement de justifier son nom : il s'agit de la reine Olga de Grèce du maharajah Holkar d'Indore et du roi Guillaume III des Pays-Bas.
L'écrivain Henry James y a situé l'intrigue de sa nouvelle Daisy Miller.

## Caractéristiques
- 71 chambres dont 9 junior-suites et 16 suites
- 9 salons de réception
- Piscine couverte, massages, hammam, jacuzzi, institut de beauté
- Boutique, service de blanchisserie, voiturier.

## Restauration
- Restaurant gastronomique Les Trois Couronnes (Cheffe cuisinier : Cécile Fontannaz)
- Le Bar Véranda.